# Trung đoàn Trần Cao Vân
Trung đoàn Trần Cao Vân (hay còn gọi là chi đội Trần Cao Vân) là một trung đoàn của Quân đội nhân dân Việt Nam được thành lập từ thời chống Pháp và đóng ở Thừa Thiên -Huế hiện đổi tên thành Trung đoàn 101, thuộc Sư đoàn 325, Quân đoàn 2
Thành lập ngày 5/9/1945 từ những tổ đội vũ trang của các huyện Phong Điền, A Lưới, Hương Thủy... tỉnh Thừa Thiên. Thời gian đầu là 1 chi đội du kích vũ trang, từ cấp tiểu đoàn phát triển lên cấp trung đoàn với tên gọi "trung đoàn Trần Cao Vân" hoạt động ở đồng bằng Thừa Thiên. Sau đó thành lập đại đoàn Bình Trị Thiên với 3 trung đoàn 18, 95, 101. Trung đoàn 101 chiến đấu chống lại quân Pháp và cả Quốc gia Việt Nam, rồi ra phía Bắc Trung Bộ bổ sung quân số và về lại chiến trường cũ. Năm 1954, đơn vị này tập kết ra bắc để chính quy hóa.
Trong chiến tranh kháng chiến chống Mỹ cứu nước, Quân đội nhân dân Việt Nam thành lập mới nhiều E101 bổ sung cho các chiến trường khác nhau. Cuối cuộc chiến, E101 thuộc sư đoàn 325 được điều ra miền Bắc. Trung đoàn hiện đóng quân tại xã Hồng Giang, huyện Lục Ngạn, tỉnh Bắc Giang.
Nếu bạn đã đọc cuốn Tuổi thơ dữ dội của tác giả Phùng Quán, bạn sẽ rõ hơn về Trung đoàn Trần Cao Vân.